# Богомол (операция)
Операция «Богомол» (англ. Praying Mantis) — военная операция ВМС США, проведённая против иранских нефтяных платформ в 1988 году. В ходе операции произошёл крупнейший морской бой с участием американского флота после Второй мировой войны.

## Предпосылки
В ходе ирано-иракской войны обе стороны конфликта вели так называемую «танкерную войну», атакуя танкеры третьих государств в Персидском заливе и тем самым создав опасность судоходству в регионе. В июле 1987 года ВМС США начали операцию «Earnest Will» целью которой было эскортирование кувейтских танкеров, подвергавшихся нападениям с иранской стороны (Кувейт оказывал финансовую помощь Ираку). При проведении операции имел место ряд инцидентов между вооружёнными силами США и Ирана.
14 апреля 1988 года американский фрегат «Сэмюэль Б. Робертс», находясь в нейтральных водах, подорвался на морской мине, пострадали 10 моряков. Обследование района подрыва выявило ещё несколько мин, серийные номера которых соответствовали серийным номерам мин, обнаруженных на иранском корабле «Иран Айр» в 1987 году. Стало ясно, что несмотря на все предупреждения, Иран продолжал минирование нейтральных вод и создавал дополнительные проблемы судоходству. Была спланирована ответная акция против иранских объектов в Персидском заливе.

## Операция
Операция «Богомол» была проведена 18 апреля 1988 года. Объектом атаки стали две иранские нефтяные платформы, использовавшиеся как базы для ведения разведки и нападения на нейтральные корабли на морских путях в заливе. На одну из них высадилось подразделение Корпуса морской пехоты США.
В отличие от аналогичных действий ВМС США в октябре 1987 года, в этот раз иранская сторона оказала активное вооружённое противодействие. В ответном ударе участвовали два фрегата, несколько быстроходных лодок и катеров, два истребителя-бомбардировщика F-4 «Фантом» II. По американским кораблям было выпущено несколько ракет «Гарпун» и «Стандарт», прошедших мимо целей; кроме того, иранские фрегаты выпустили несколько зенитных ракет по атаковавшим их штурмовикам A-6 «Интрудер». Боевые действия завершились к исходу дня.

## Подробный ход операции
18 апреля 1988 года, крупное соединение американских военных кораблей, поддерживаемых палубной авиацией, вошло в Персидский Залив. Целью операции были три бывшие нефтедобывающие платформы — «Сассен» (англ. Sassen), «Раксш» (англ. Rakshs) и «Сирри» (англ. Sirri ), используемые иранцами для координации атак против нейтрального судоходства в заливе. Разделившись на две группы, американские корабли направились к платформам.

### Атака на «Сассен» и «Раксш»
В 8:00, первая американская группа кораблей «Браво» (англ. SAG Bravo - Surface Action Group, буквально «надводная боевая группа») в составе эскадренных миноносцев USS DDG-8 «Lynde McCormick», USS DD-976 «Merryl» и корабля-дока USS LPD-14 «Trenton» подошла к платформе «Сассен». По радио был передан ультиматум, требующий от иранских военных эвакуировать персонал с платформы в течение 20 минут. Так как никаких признаков начавшейся эвакуации отмечено не было, по истечении 20 минут, американские корабли начали артиллерийский обстрел платформы из 127-миллиметровых орудий.
Иранцы поначалу ответили огнём из смонтированных на платформе зенитных установок ЗУ-23, но после короткой перестрелки большая часть орудий замолчала. Спустя некоторое время иранцы запросили о прекращении огня, чтобы эвакуироваться с платформы. Американское командование дало согласие, и обстрел был прекращён. Спустя ещё некоторое время пришвартованный к платформе буксир покинул её с большей частью гарнизона.
Тем не менее, так как эвакуация платформы была выполнена не полностью и на орудийных точках ещё оставался персонал, американские корабли вскоре вновь открыли огонь по уцелевшим зенитным установкам. Поддержку в этом им оказали ударные вертолёты AH-1 Cobra морской пехоты, поднявшиеся с десантного корабля «Трентон». После продолжительного обстрела с кораблей и вертолётов, нанёсшего тяжёлый урон конструкции платформы, артиллерийские установки были подавлены одна за другой. Отряды морской пехоты США высадились на платформу и захватили единственного выжившего иранского солдата, большое количество оружия и продовольствия и ряд военных документов. После эвакуации морской пехоты платформа была окончательно уничтожена с помощью подрывных зарядов.
Завершив уничтожение платформы «Сассен», американское соединение проследовало далее к платформе «Раксш». В это время, иранцы, наконец, отреагировали. Два истребителя F-4, поднявшиеся с наземной авиабазы, приблизились к кораблям и начали боевой заход. Эскадренный миноносец USS DDG-8 «Lynde McCormick» активировал радар зенитно-ракетного комплекса «Стандарт» SM-1MR и взял на сопровождение иранские истребители. Этого хватило, чтобы иранские пилоты отступили. Корабли продолжили следование к платформе «Раксш», но на полпути операция по уничтожению этого аванпоста была отменена по приказу командования: правительство США хотело продемонстрировать правительству Ирана готовность к снижению накала противостояния.

### Морская битва за «Сирри»
Вскоре после событий у «Сассен», второе американское соединение «Чарли» в составе ракетного крейсера USS CG-28 «Wainwright», фрегатов USS FF-1069 «Badley» и USS FFG-56 «Simpson» приблизилось к платформе «Сирри». Как и в предыдущем столкновении, платформа оказала некоторое сопротивление, ведя огонь из мелкокалиберных зенитных орудий, и в результате американский флот подверг её продолжительному обстрелу. Расквартированные на боевых кораблях отряды «морских котиков» были готовы штурмовать и уничтожить платформу, но после анализа нанесённых противнику повреждений было решено, что высадка десанта будет излишней: артиллерийский обстрел полностью разрушил комплекс «Сирри».
Эта атака вызвала ответную реакцию иранцев, хотя и направленную не против американских кораблей. Соединение лёгких катеров «Бохаммар», вооружённых стрелковым оружием и гранатомётами вышло в Персидский Залив и подвергло обстрелам несколько гражданских и нейтральных кораблей в нейтральных водах. От обстрела пострадали транспортное судно под панамским флагом «Scan Bay», британский танкер «York Marine» и американский транспорт снабжения «Willy Tide».
После обстрела последнего, американцы установили местонахождение катеров и предприняли ответные меры. С борта авианосца «Энтерпрайз», осуществлявшего авиационную поддержку операции, поднялись два штурмовика A-6 Intruder и направились в район конфликта. Пилоты обнаружили с воздуха иранские катера и сбросили на них кассетные боеприпасы CBU-100. Один катер был потоплен, остальные, получив повреждения, ретировались в иранские воды.
События, между тем, продолжали накаляться. Иранский корвет Joshan, французской постройки, водоизмещением около 265 тонн, приблизился к американскому соединению «Чарли». Флагманский корабль, крейсер USS CG-28 «Wainwright» несколько раз передавал по радио предупреждения с призывом иранскому кораблю изменить курс и наконец, видя несомненно агрессивные намерения иранцев, передал последнее предупреждение: «Остановите двигатели и покиньте корабль. Я намереваюсь потопить его»
В ответ иранский корвет выпустил противокорабельную ракету RGM-86 «Harpoon» (американского производства), но в результате воздействия на неё средств РЭБ американских кораблей ракета промахнулась. Отреагировав на атаку, фрегат USS «Simpson» выпустил по иранскому кораблю две зенитные ракеты SM-1MR.
Обе ракеты SM-1MR попали в «Joshan», разрушив его надстройку. Вслед за этим ракетный крейсер «Wainwright» выпустил ещё одну ракету SM-1ER, ударившую в корпус и уничтожившую почти весь экипаж корвета. «Joshan», тем не менее, оставался на плаву, хоть и полностью был выведен из строя (все попадания пришлись выше ватерлинии), и тогда фрегат «Badley» выпустил по иранскому корвету ракету «Гарпун». Попадания он не добился — надстройки иранского корабля были почти полностью разрушены попаданиями ракет SM-1 и силуэт корабля почти скрывался в волнах. После этого, не желая больше тратить ракеты, американские корабли приблизились к «Joshan» и добили его артиллерийским огнём.
В ответ на посланный с «Joshan» призыв о помощи, иранское командование направило в сектор авиацию. Два истребителя F-4 приблизились к соединению «Чарли» и начали боевой заход на американские корабли. Крейсер «Wainwright» включил свой радар управления зенитным огнём и взял иранские самолёты на сопровождение: один F-4 немедленно отвернул, но второй продолжил атаку и тогда крейсер выпустил по нему две ракеты SM-1ER. Одна ракета разорвалась рядом с самолётом, нанеся ему тяжёлые повреждения и вынудив прекратить атаку. Пилот, тем не менее, смог дотянуть до берега и совершить аварийную посадку.

### Атака на иранские фрегаты
Наконец, к полю боя приблизились крупные иранские корабли. Два однотипных фрегата «Саханд» и «Сабалан» (оба класса «Воспер» Mk-V) вышли из порта Бендер-Аббас и направились к району боевых действий. Фрегат «Саханд» был обнаружен патрулирующими штурмовиками A-6. Американское командование направило наперерез иранскому фрегату эскадренный миноносец USS DDG-16 «Joseph Strauss» и вызвало ударную авиацию с авианосца «Энтерпрайз».
Звено штурмовиков A-6 вскоре атаковало «Саханд», который ответил запусками зенитных ракет. В ответ A-6 выпустили по фрегату две ракеты AGM-84 «Гарпун» и дополнительно сбросили четыре полутонные бомбы с лазерным наведением AGM-123 Skipper II. Большая часть (если не все) выпущенных средств поражения попала в «Саханд»: дополнительно эсминец «Joseph Strauss» выпустил по нему ракету RGM-84 «Гарпун», которая также попала в цель.
Фрегат, получив общим счётом три попадания 225-килограммовых боевых частей противокорабельных ракет и 2-4 попадания 450-килограммовыми авиабомбами, был полностью выведен из строя и превратился в пылающие руины. Через какое-то время пламя добралось до погребов боезапаса и «Саханд» взорвался и затонул.
Несколько позже однотипный фрегат «Сабалан» попытался пойти на сближение с американскими кораблями, но был обнаружен и атакован. Штурмовики A-6 сбросили на него несколько бомб с лазерным наведением и полностью вывели из строя. Иранский фрегат, кормой практически осевший в воду, был взят на буксир и отбуксирован в порт.
Также, по некоторым сведениям, Иран запустил несколько противокорабельных ракет с наземных пусковых установок по американским кораблям, но подробности этих инцидентов неизвестны (за исключением того, что атаки не увенчались успехом).

## Итог
В бою 18 апреля Иран понёс большие потери: американскими кораблями и авиацией были потоплены один фрегат («Саханд»), один катер и как минимум три быстроходные лодки. Повреждён ещё один фрегат («Сабалан»), две морские платформы. Предположительно сбит один самолёт F-4.
С американской стороны единственной потерей стал вертолёт AH-1 «Кобра», оба члена экипажа которого погибли.
Операция «Богомол» стала крупнейшим военным столкновением между США и Ираном в ходе ирано-иракской войны. Действия ВМС США стали одним из факторов, окончательно убедивших иранское руководство в безнадёжности продолжения войны и заставивших аятоллу Хомейни согласиться на перемирие.